# Radnóczi László
Radnóczi László (Lövő, 1949. január 24. – Budakeszi, 2020. április 29.) magyar mezőgazdasági szakember, sertéstenyésztő, az Agrárminisztérium főtanácsadója. Az Országos Mezőgazdasági Minősítő Intézet osztályvezetőjeként és a Vidékfejlesztési Minisztérium főosztályvezető-helyetteseként részt vett az állattenyésztési stratégiák kialakításában és megvalósításában, a hazai törzstenyészetek fejlesztésében.

## Élete
Sopron vármegyében, Lövőn született. A Gödöllői Agrártudományi Egyetem szerzett diplomát. 1977-től az országos hálózattal rendelkező ISV tartástechnológusaként tevékenykedett és részt vett az új nagyüzemi sertéstelepek tervezésében és létrehozásában.
1989-ben alapítója, és húsz éven keresztül elnökségi tagja volt a Dunamenti Állatfajták Génmegőrző Nemzetközi Egyesületének (DAGENE). Az 1993-ban elfogadott Állattenyésztési Törvény előkészítésében, kidolgozásában jelentős szerepet vállalt.  Elsősorban a Magyar Fajtatiszta Sertéstenyésztők Egyesületének (FSE) és a Mangalicatenyésztők Országos Egyesületének (MOE) szakmai támogatásában végezte e munkáját. Meghatározó szerepet vállalt a BLUP módszeren alapuló hazai sertés tenyészértékbecslési-rendszer és a digitális sertés törzskönyvezési-rendszer kifejlesztésében.
Munkásságának jelentős szakasza volt, amikor az Országos Mezőgazdasági Minősítő Intézetben (OMMI) 1997 és 2005 között kollégáival közösen kidolgozták és bevezették az országos Tenyészet Információs Rendszert (TIR), továbbá a sertés, a juh és kecske egységes nyilvántartási és azonosítási rendszereket (ENAR).
Munkáját 2014-ben az Agrárminisztérium Konkoly Thege Sándor-díjjal ismerte el. 2017-ben a Magyar Állattenyésztők Szövetsége a Magyar Állattenyésztésért Díjjal jutalmazta, majd 2019. március 15-én Nagy István agrárminiszter tüntette ki az Életfa emlékplakett bronz fokozatával. Az FSE 2019-ben az Év Sertéstenyésztője kitüntető díjjal jutalmazta munkásságát.

## Díjai
- Konkoly Thege Sándor-díj (2014)
- Magyar Állattenyésztésért Díj (2017)
- Életfa emlékplakett bronz fokozata (2019)
- az Év Sertéstenyésztője (2019)